# Parz Lich
Parz Lich är en sjö i Armenien.   Den ligger i provinsen Tavusj, i den centrala delen av landet, 70 kilometer norr om huvudstaden Jerevan. Parz Lich ligger 1 257 meter över havet.
Trakten runt Parz Lich består i huvudsak av gräsmarker. Runt Parz Lich är det ganska tätbefolkat, med 72 invånare per kvadratkilometer.